# Гамтел
Футбольний клуб «Гамтел» або просто «Гамтел» (англ. Gamtel Football Club) — професіональний гамбійський футбольний клуб з міста Банжул.

## Історія
Заснований в 1998 році в місті Банжул й названий на честь свого головного спонсора, компанії Гамтел, яка займається телекомунікаційними послугами. Клуб 1 червня 2015 року вперше став переможцем національного чемпіонату, а також 4 рази був володарем та 6 разів фіналістом національного кубку.
На міжнародному рівні брав участь в трьох континентальних турнірах, в яких жодного разу так і не зміг подолати Перший раунд.

## Досягнення
- Чемпіонат Гамбії
  -  Чемпіон (2): 2015, 2018

- Кубок Гамбії
  -  Володар (4): 2010, 2011, 2012, 2013
  -  Фіналіст (2): 2009, 2015

- Суперкубок Гамбії
  -  Володар (1): 2015

## Статистика виступів на континентальних турнірах
| Сезон | Турнір                 | Раунд      | Клуб              | Вдома | На виїзді | Загалом        |
| ----- | ---------------------- | ---------- | ----------------- | ----- | --------- | -------------- |
| 2012  | Кубок конфедерації КАФ | Попередній | Каса Спорт        | 1-0   | 0-1       | 1-1 (4-3 пен.) |
| 2012  | Кубок конфедерації КАФ | 1          | АС Реал Бамако    | 1-0   | 1-3       | 2-3            |
| 2013  | Кубок конфедерації КАФ | Попередній | АСК ХЛМ           | 3-1   | 2-1       | 5-2            |
| 2013  | Кубок конфедерації КАФ | 1          | Сфаксьєн          | 1-3   | 2-4       | 3-7            |
| 2014  | Кубок конфедерації КАФ | Попередній | РСЛАФ             | 2-0   | 1-0       | 3-0            |
| 2014  | Кубок конфедерації КАФ | 1          | Дифаа Ель-Джадида | 0-2   | 0-4       | 0-6            |
| 2016  | Ліга чемпіонів КАФ     | Попередній | Олімпік (Хурибга) | 1-2   | 1-2       | 2-4            |